# Monte Hermoso

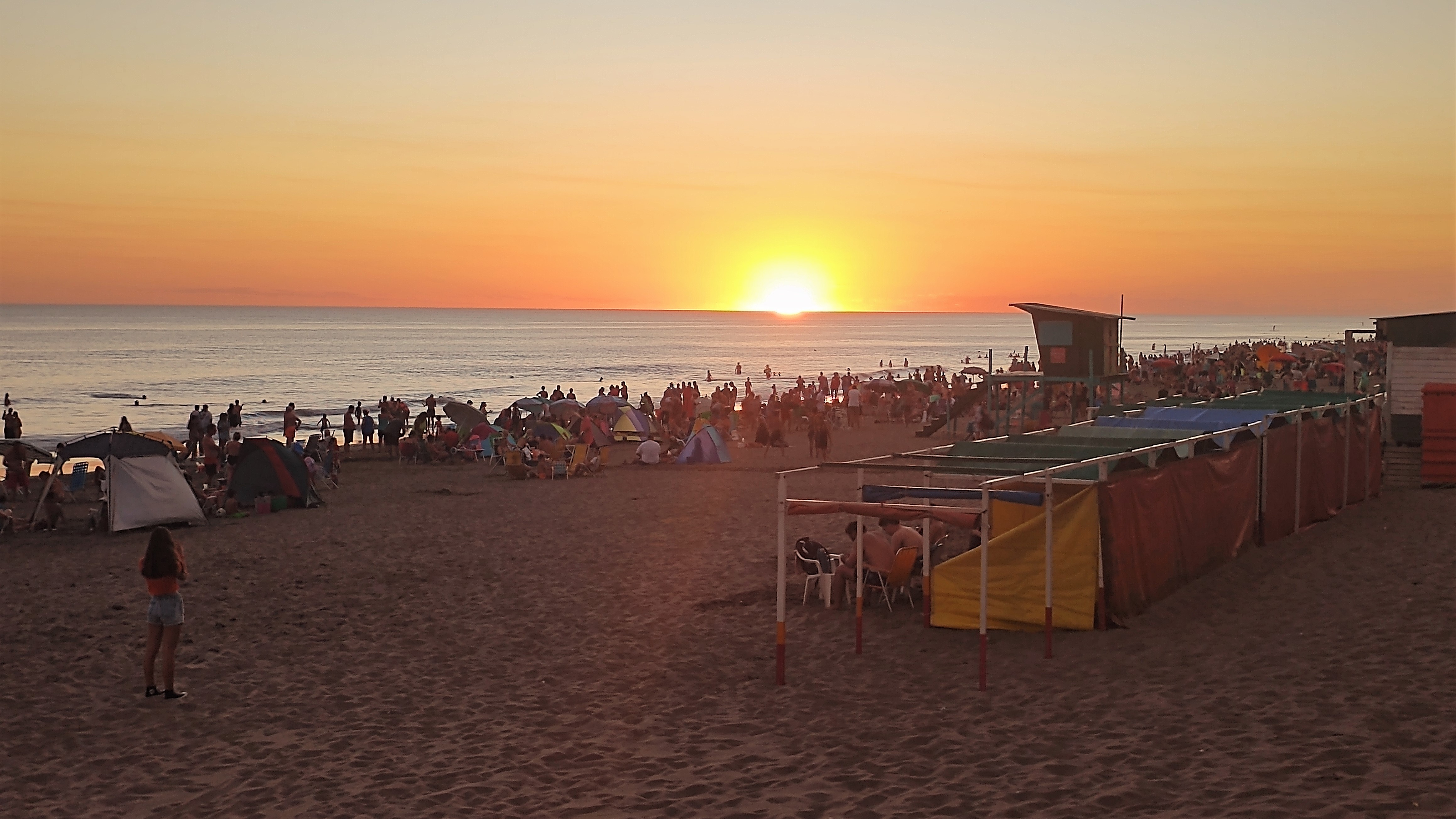
Atardecer en Monte Hermoso.

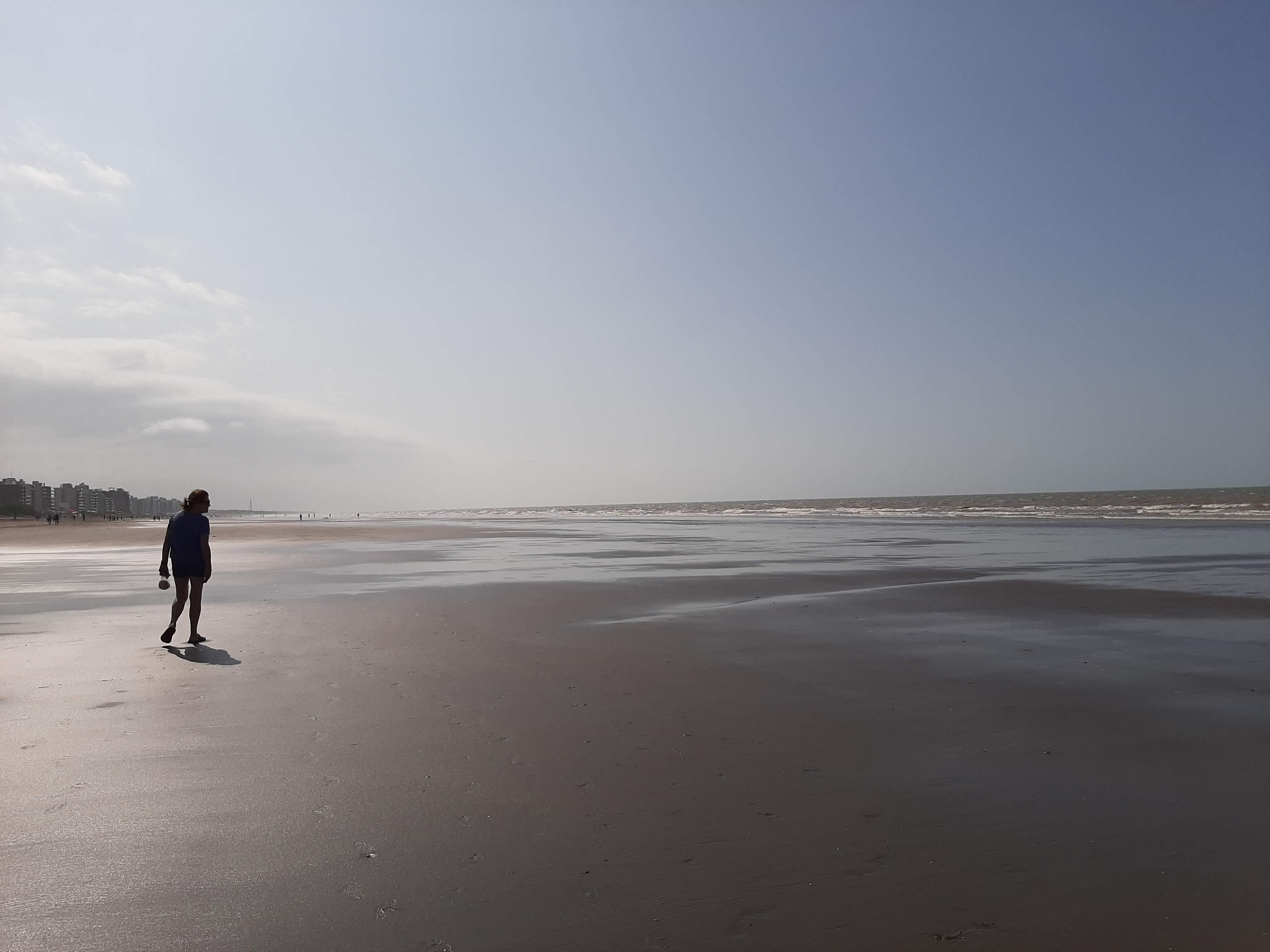
Extensas playas en Monte Hermoso.

Monte Hermoso es una localidad balnearia argentina, cabecera del partido homónimo, ubicado en el sur de la provincia de Buenos Aires. Posee 8821 habitantes (Indec, 2022) y es uno de los principales centros turísticos de la región. Recibe turismo de otras localidades de la provincia de Buenos Aires (especialmente de la región centro-sur de la misma, y más especialmente de Bahía Blanca), así como de localidades de la provincia de La Pampa.

## Geografía
La playa litoraleña se extiende 32 km con un declive muy suave y con cadenas de dunas.

## Laguna Sauce Grande
El río Sauce Grande, desde Sierra de la Ventana hasta su desembocadura en el Mar Argentino, encuentra un obstáculo entre dunas, generando la Laguna Sauce Grande, de 2900 ha, ubicado a 10 km al norte del centro de la ciudad (ver Balneario Sauce Grande).

## Turismo

### Accesos
- Carretera: Ruta Nacional 3 hasta Rotonda km 605; y Ruta Provincial 78.
- Aéreo: Aerolíneas Argentinas  (Buenos Aires vía Bahía Blanca, diariamente); LADE (Mar del Plata, Puerto Madryn, San Antonio Oeste  y Viedma, tres servicios semanales, vía Bahía Blanca).
- Autotransporte: Plusmar, Cóndor Estrella, Andesmar (temporada alta; Mendoza, San Juan, La Pampa y sudoeste de Buenos Aires), Línea 319 (Bahía Blanca, temporada alta) y Grupo Plaza (Monte Hermoso-Bahía Blanca) servicio diario. Servicios diarios de combis, Monte Hermoso Bahía Blanca y viceversa.

### La playa
La ciudad de Monte Hermoso cuenta con playas de 32 km de extensión. El promedio de temperatura del mar en sus costas es unos 6 °C superior a la de cualquier otra playa bonaerense[cita requerida].
El balneario está ubicado sobre la costa Atlántica al sur de la Provincia de Buenos Aires, en las coordenadas 38°59′33″ latitud sur y a 61°15'55" longitud oeste. Se accede por la ruta nacional N.º 3, que luego empalma con la ruta Provincial N.º 78, también asfaltada, en su tramo de 26 km.
Por su ubicación geográfica (de este a oeste) es la única en el país donde el sol nace y se pone en mar.
A partir de la zona de Sauce Grande es posible circular en vehículos 4 x 4 en la playa y en los médanos.
Unos 14 km al oeste de la ciudad de Monte Hermoso se encuentra el Balneario Pehuen-Có con un parque paleontológico caracterizado por huellas fosilizadas (icnitas) de animales prehistóricos (principalmente del Pleistoceno). El área protegida forma la Reserva natural Pehuen-Có - Monte Hermoso y ha sido propuesta a la UNESCO para que se le declare patrimonio cultural y natural de la humanidad.
Gran parte de los médanos más alejados de la costa están fijados al haber sido densamente forestada con coníferas y eucaliptos, en esas zonas existen cámpines.

### Fiesta nacional de la Primavera
En el fin de semana del 21 de septiembre, acuden al lugar cientos de adolescentes, mayormente de Bahía Blanca, ya que se efectúa la Fiesta nacional de la Primavera, en la que tocan bandas musicales y se realiza un concurso de belleza, en el que se elige a la "Reina de la primavera".

### Recorridos y sitios destacados
- Después de la renovada Rambla Céntrica, se encuentra el Museo de Ciencias Naturales, que se ubica en la planta baja del Centro Cívico Alborada (calle Paraná 250). La entrada es libre y gratuita y muestra restos de megamamíferos que habitaron el partido hace no menos de 20 milenios, así como colecciones de moluscos.
- Museo del Faro Recalada: ubicado a 1,2 km del centro de la ciudad, exhibe piezas navales históricas del Faro. En época estival abre de 8 a 20 h, mientras que en temporada baja de viernes a domingos en el horario de 8 a 18 h.

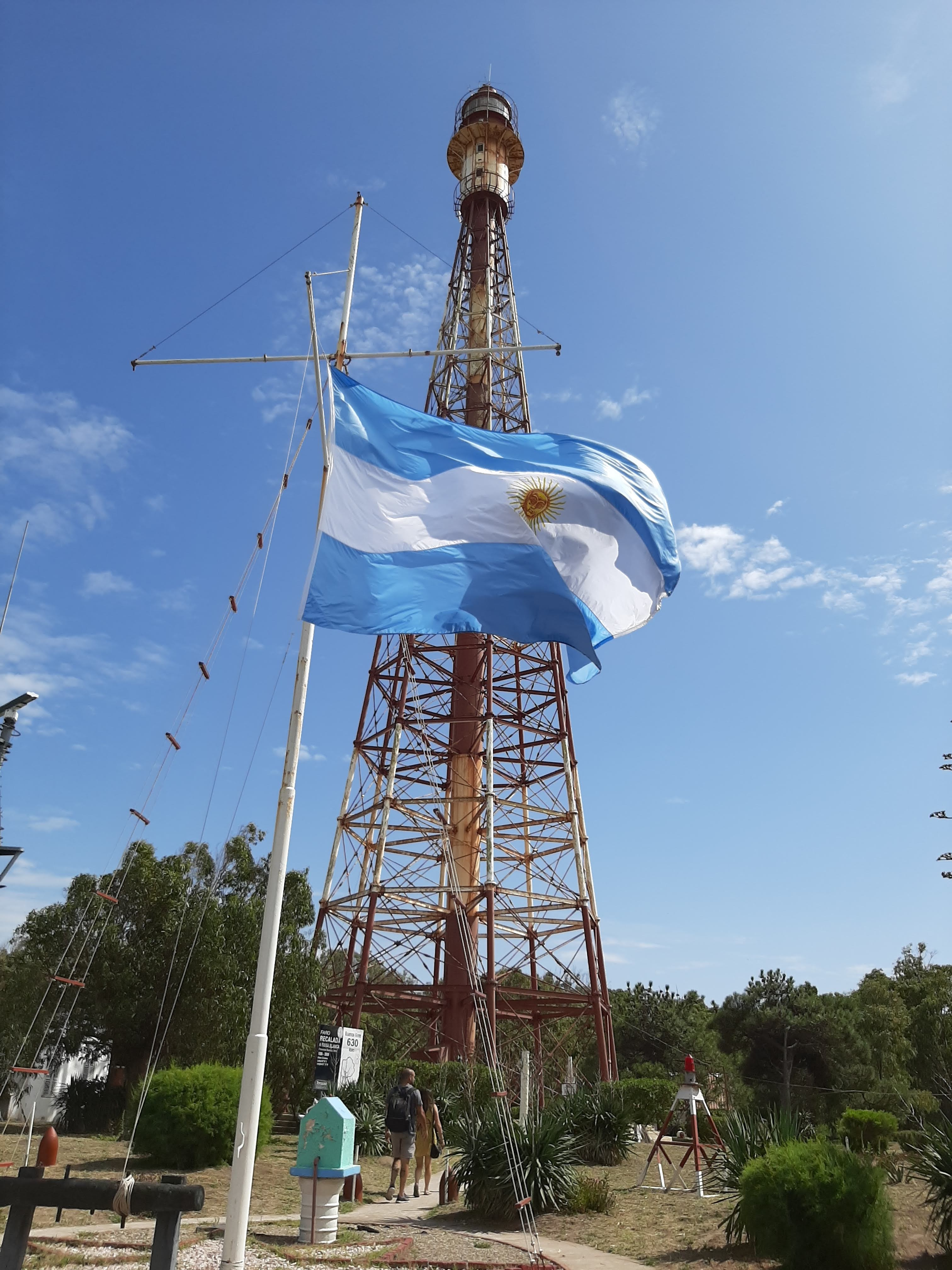
Vista del Faro Recalada.

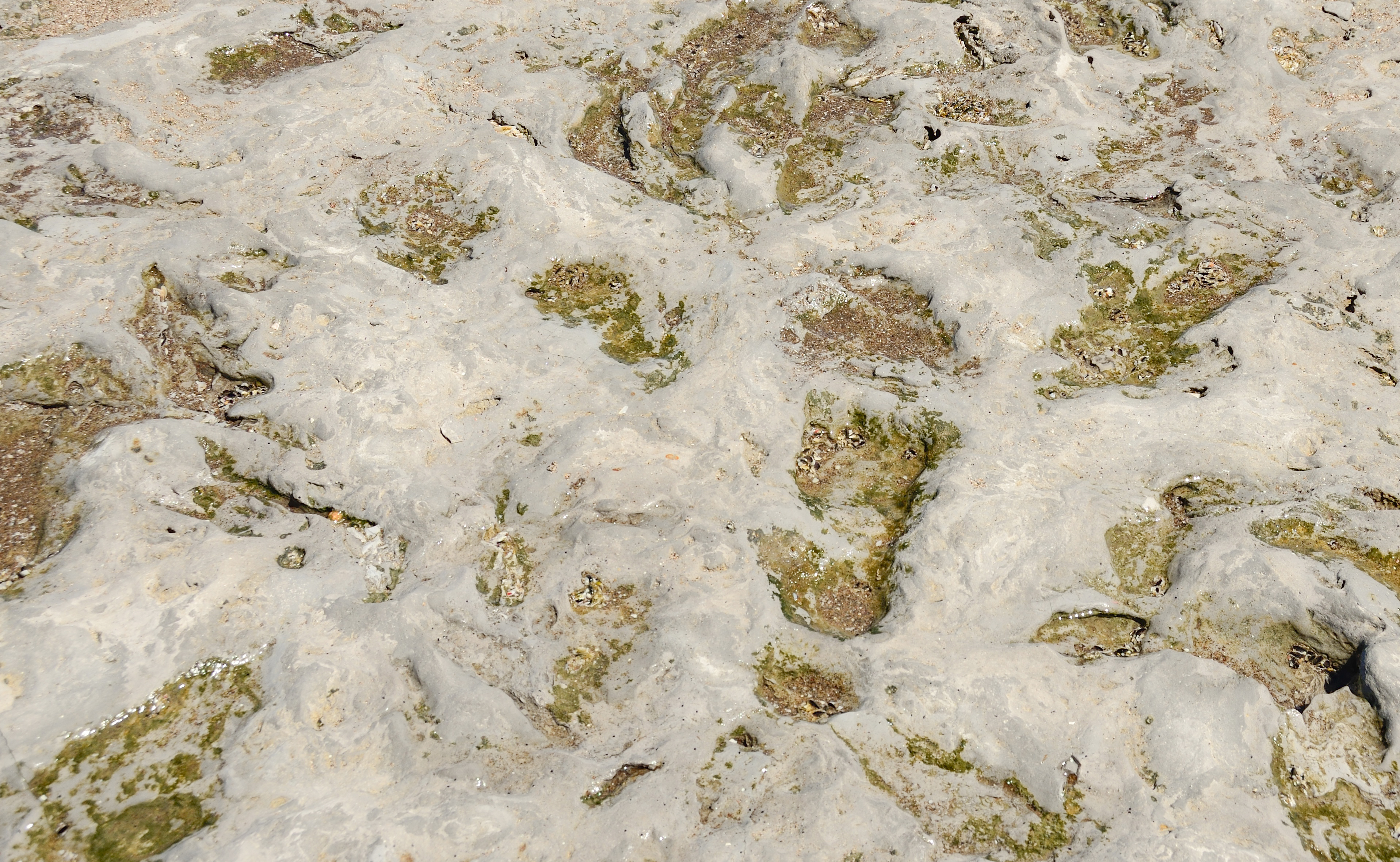
Huellas de Pisadas Humanas

- Sitio Arqueológico “Monte Hermoso I” (ex “El Pisadero”): situado a 6 km al oeste de la ciudad, preserva sobre depósitos limo-arcillosos las improntas de pisadas humanas de hace 7000 años (según datación por Carbono 14).
- Museo Histórico Municipal de Monte Hermoso.
- Centro de Convenciones: ubicado en Av. Faro Recalada y Pedro de Mendoza, fue inaugurado en 2002, y funciona también como sala de exposiciones con muestras permanentes de pintura, fotografía y artesanías. En su planta alta funciona la sala auditórium con capacidad de 150 butacas. Abre de 8 a 24 h.
- Chalet Fortesa: sobre la playa misma y a 15 cuadras del centro de la ciudad, se encuentra la primera casa de ladrillo construida en Monte Hermoso. La misma pertenecía al diputado nacional por el Partido Peronista Eduardo Forteza. La leyenda cuenta que Juan Domingo Perón descendía en helicóptero sobre la arena y participaba en el chalet californiano de encuentros políticos. Por aquel entonces (1950-1955) la vivienda estaba apartada del movimiento típico de un balneario turístico.
- Biblioteca Popular. Ubicada en Av. Bahía Blanca y Patagonia, fue creada por el Interact Club en 1974: cuenta con un Centro Multimedia, Servicios de Biblioteca Circulante para Turistas, Servicios de Extensión Cultural, Café Literario, Ciclos de Charlas, La Hora del Cuento, Fiesta de Modelado en la Arena y el Encuentro Nacional de la Poesía y el Mar, que en la 1.ª semana de febrero convoca a poetas y escritores del país y del exterior.
- Parroquia Stella Maris: Ubicada en Av. Bahía Blanca 250, frente a la Plaza Parque General San Martín, la Parroquia Stella Maris fue inaugurada en 1984. De arquitectura moderna, cuenta en su frente con un friso que representa a pescadores en medio de una fuerte sudestada. El 6 de enero, la celebración del Día de Reyes, se ha transformado en un evento para la ciudad y cuenta con la participación de Cáritas, del Cuerpo de Guardavidas y de los Bomberos Voluntarios.
- Observatorio Astronómico de Monte Hermoso. Ubicado en el camino acceso oeste, cuenta con un telescopio Cassegrain de 500mm (se espera que esté operativo para fines de 2010), una sala de conferencias y un pequeño taller de óptica. El mismo funciona todos los viernes de 21 a 0.00 h.
- Centro Cultural, sala donde antiguamente funcionaba el Cine Monte, está ubicado en calle Nélida Fossatty (Ex Paraná) y Dufaur. Cuenta con dos salas, una para proyección de películas y una mayor con capacidad para 490 personas donde se brindan espectáculos de primer nivel. Ambas salas están acondicionadas con calefacción, aire acondicionado, sonido e iluminación para shows.
- La primera casa histórica de dos plantas (ubicada calle los Fresnos), hecha por Dirk Cornelis van Bergen, familiar de Adriaen van Bergen.[1]
- Complejo Americano, 30 hectáreas de bosque y médanos. Ubicado en Costanera Oeste km.5 . Cuenta con un parque de agua, y distintas excursiones para realizar en familia.
- Complejo Cabañas El Pinar en Barrio Residencial Las Dunas, en costanera oeste.

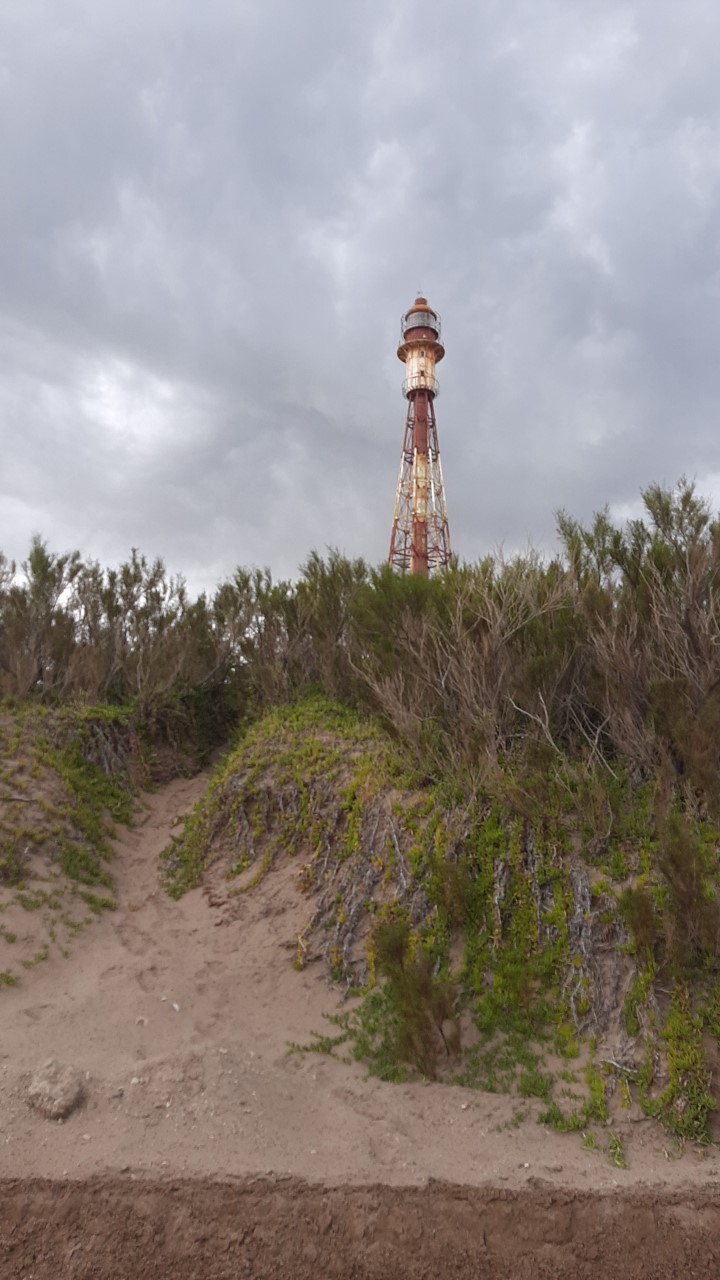
Faro Monte Hermoso

## Población
Cuenta con 7844 habitantes (Indec, 2022), lo que representa un incremento del 23 % frente a los 6351 habitantes (Indec, 2010) del censo anterior.
| Gráfica de evolución demográfica de Monte Hermoso entre 1960 y 2022 |
|                                                                     |
| Fuentes: INDEC                                                      |

## Imágenes

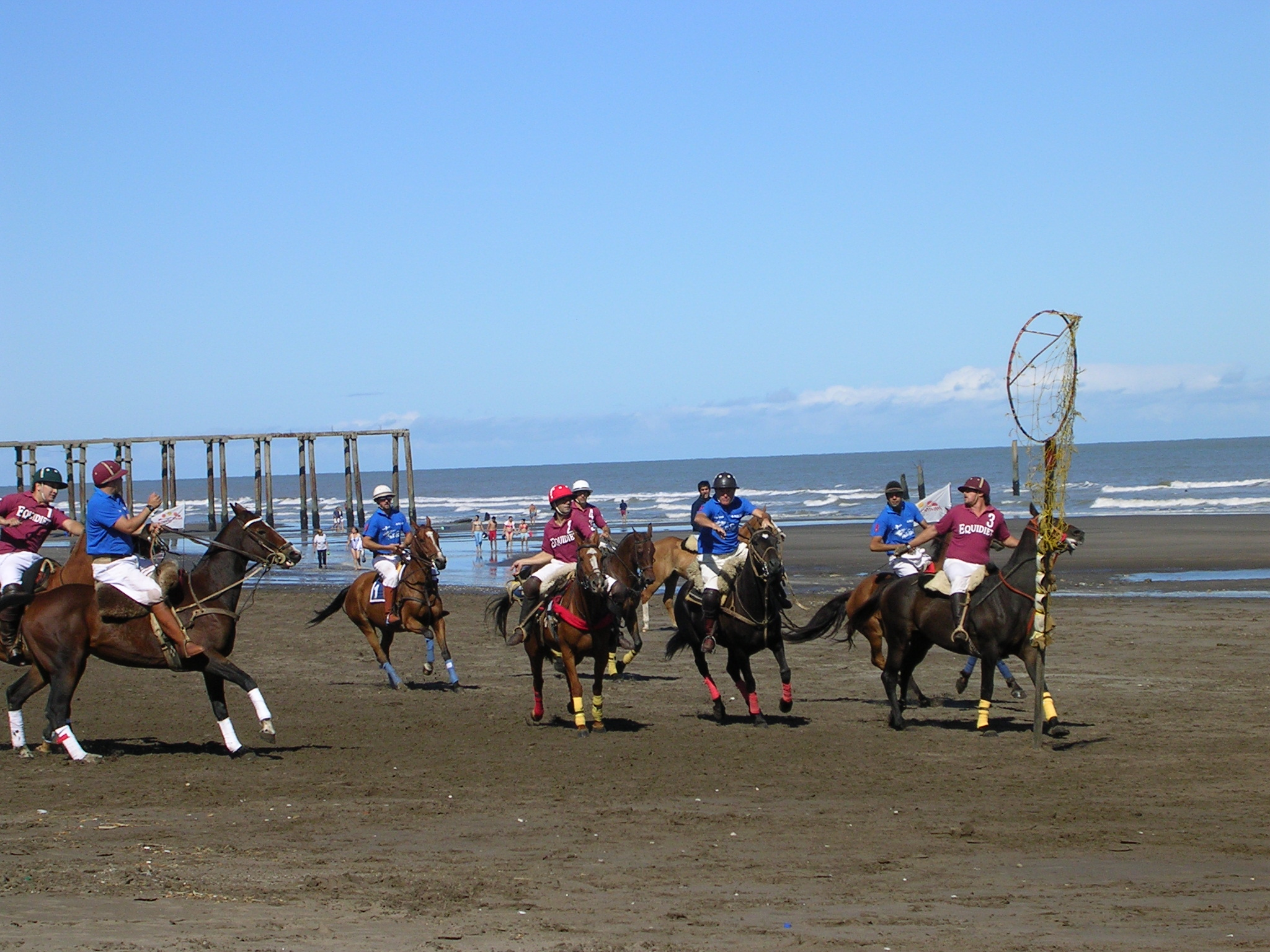
En la playa hermoseña un juego de pato.
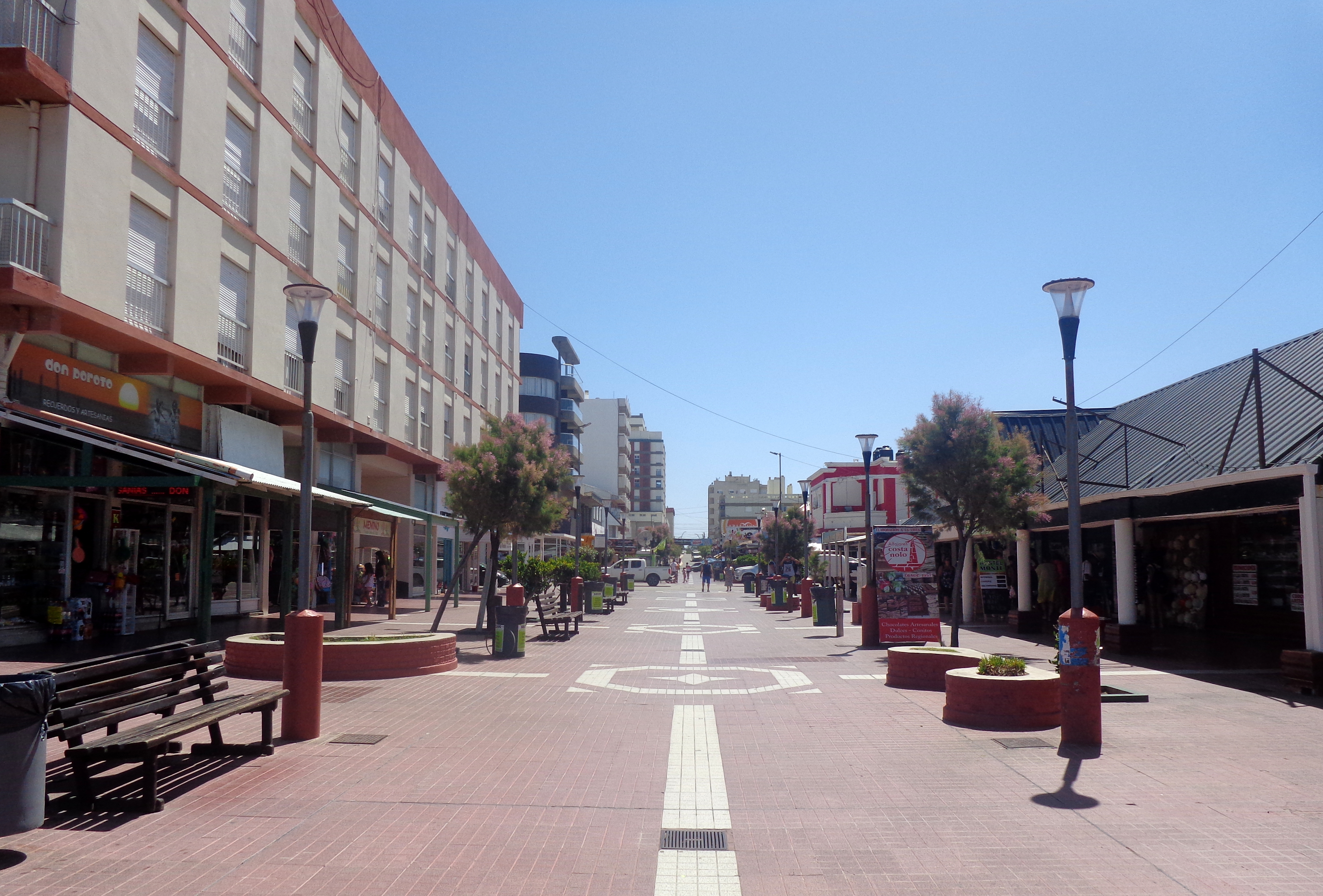
Peatonal Esteban Dufaur
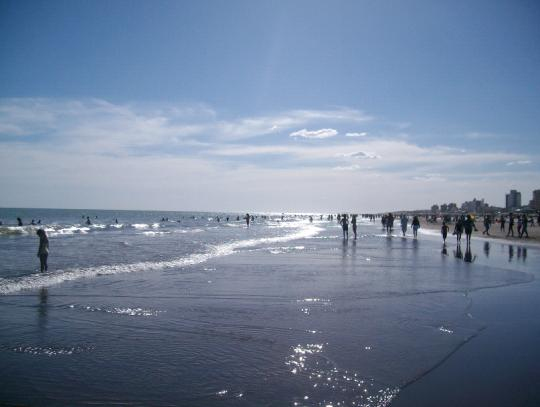
Atardecer en la playa.
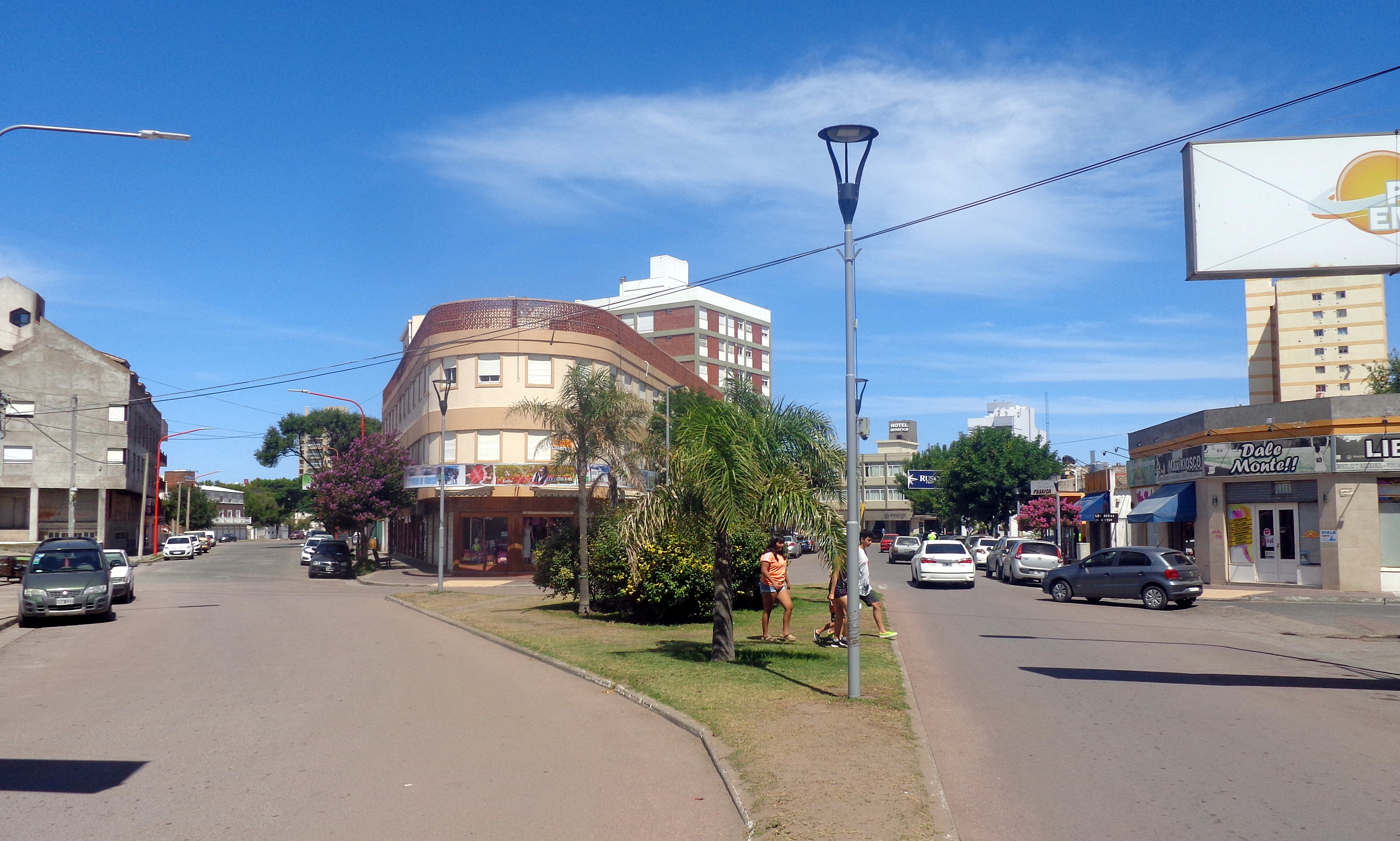
Avenida Intendente Majluf y Las Dunas.
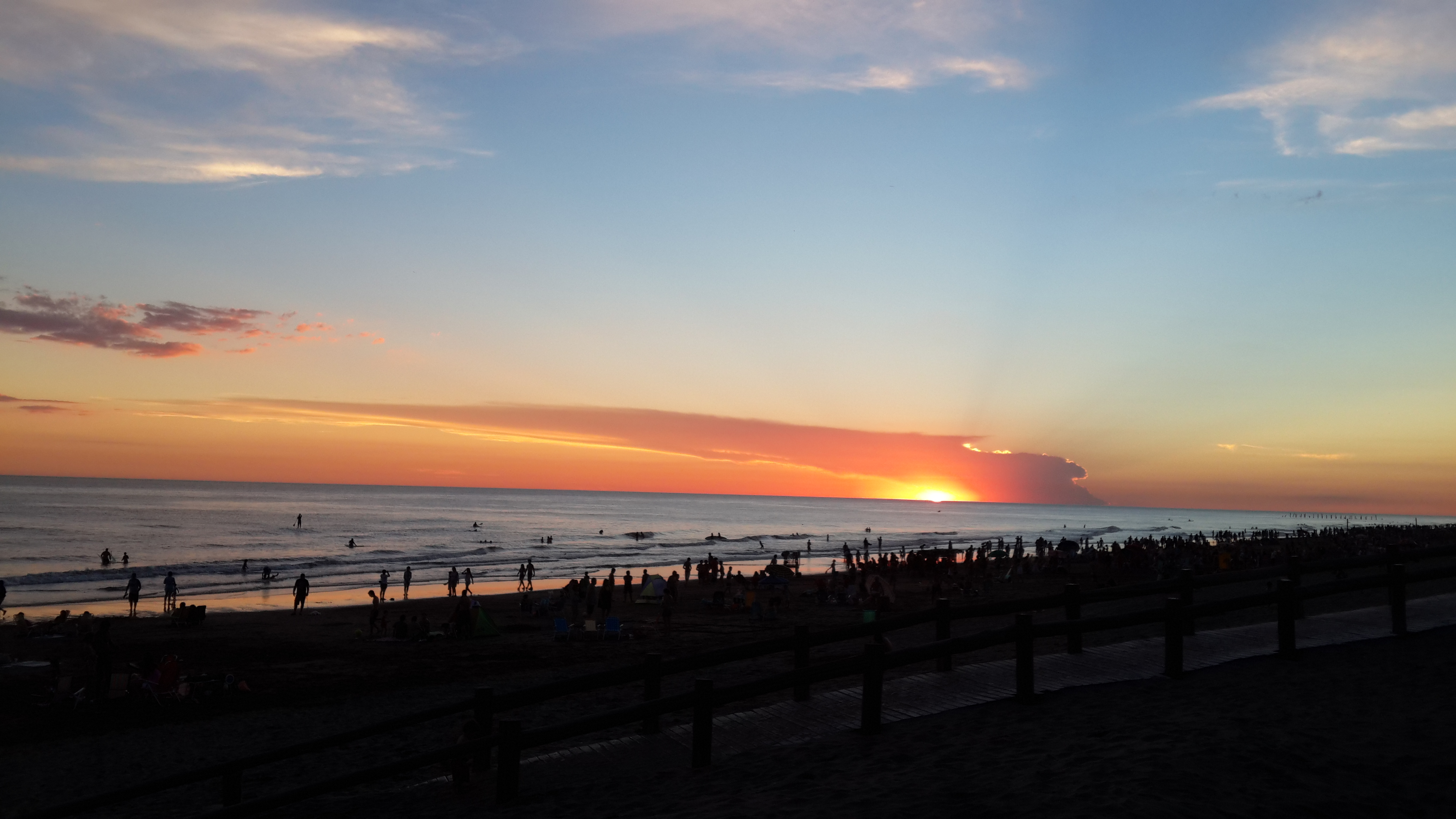

## Parroquias de la Iglesia católica en Monte Hermoso
| Arquidiócesis | Bahía Blanca |
| ------------- | ------------ |
| Parroquia     | Stella Maris |